# توماس غاريت
كان توماس غاريت (21 أغسطس 1789 – 25 يناير 1871) إبطاليًا أمريكيًا وقائدًا في حركة السكك الحديدية تحت الأرضية قبل الحرب الأهلية الأمريكية. كان عرضة للتهديدات والمضايقة والاعتداءات بسبب كفاحه ضد العبودية. وُضعت جائزة قدرها 10.000$ (ما يعادل 311.080$ في عام 2020) مقابل القبض عليه، واعتُقل وأُدين في قضية هوكينز. على مر حياته، ساعد أكثر من 2.500 إفريقي أمريكي على الفرار من العبودية.

## حياته الشخصية

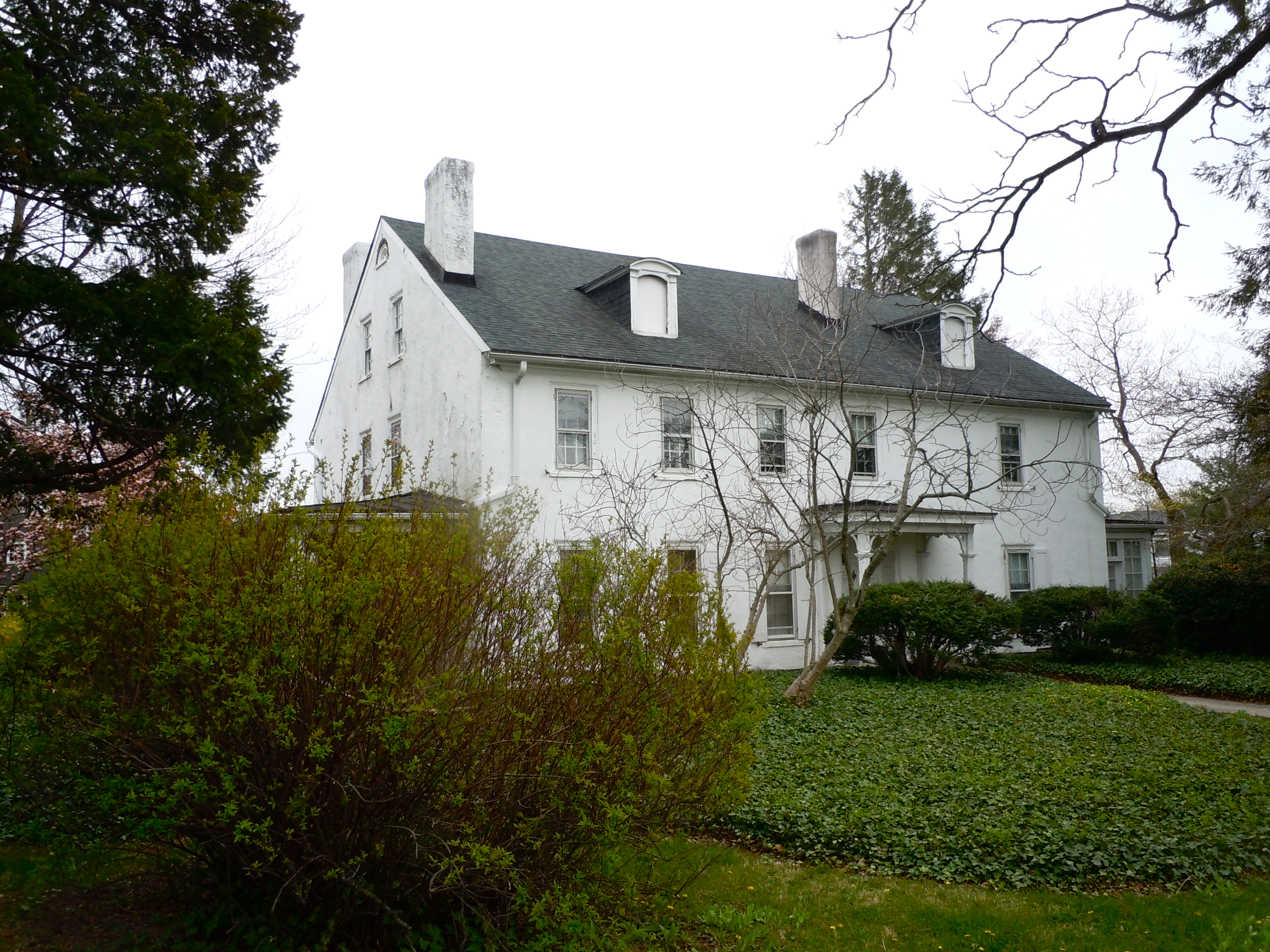
ثورنفيلد، موطن الصبا لتوماس جاريت، قائد السكك الحديدية الشهير (بشكل رئيسي في ويلمنجتون، ديلاوير)

وُلد غاريت في 21 أغسطس 1789 في داربي العليا، بنسيلفانيا، خارج فيلادلفيا، لسارة برايس وتوماس غاريت. كان أفراد العائلة أعضاء في جمعية أصدقاء داربي للكويكرز. عاشت عائلته في عزبتهم المسماة «مزرعة ريفرفيو».
في عام 1813، تزوج غاريت من ماري شاربليس، وأنجبا خمسة أطفال. صار عضوًا في اجتماع ويلمنغتون وقتما انتقل إلى ويلمنغتون، ديلاوير في عام 1822. كانت ويلمنغتون نافعة لحياته المهنية كونها مدينة نامية. كانت مناسبة أيضًا لنشاط السكك الحديدية تحت الأرضية ذلك أنها كانت آخر مدينة قبل فيلادلفيا، ضمن ولاية حرة. أسس محطة في منزله الواقع في 227 شارع شيبلي.
توفيت ماري في عام 1828. تزوج مرة ثانية في عام 1830 من ريتشل ميندينهول، ابنة إيلي ميندينهول، وأنجبًا ابنًا.
وقتما توفي أبوه في عام 1839، قُسمت المزرعة الأصلية بين إخوة توماس آيزاك وإدوارد، الذين أعادا تسمية مزارعهما إلى «مزرعة فيرنليف» و«مزرعة كليفلاند»، لكن معظمها محفوظ اليوم باعتباره مقبرة أرلينغتون. ما زال منزل توماس، «ثورنفيلد» المبني نحو عام 1800 والذي عاش فيه حتى عام 1822، قائمًا اليوم (باعتباره مسكنًا خاصًا) في ما يُعرف اليوم بحي دريكسل هيل في داربي العليا.

## حياته المهنية
أسس تجارة حديد وخرداوات وقادها إلى الازدهار.
في عام 1835، صار غاريت مديرًا لشركة غاز ويلمينغتون الجديدة، والتي كانت تنتج غازًا «مصنوعًا من الراتينج الصنوبري بتكلفة 7$ لكل 1.000 متر مكعب» من أجل مصابيح الإنارة.
في عام 1836، استثمر هو وتشاندلر وجوزيف ويتاكر وشركاء آخرين في فرن برينسيبو في بيريفيل ماريلاند وأعادوا إحياءه، بالقرب من معبر مهم على نهر سسكويهانا في الجزء العلوي من خليج تشيزبيك.

## نشاطاته المعادية للعبودية
بدأت حياته باعتباره إبطاليًا بجدية في عام 1813 وقتما كان يبلغ من العمر 24. اختُطفت امرأة سوداء حرة كانت تعمل لصالح غاريت على أيدي تجار الرقيق الذين كانوا ينوون بيعها للعبودية في الجنوب العميق. أنقذها غاريت وكان عازمًا على الدفاع عن الإفريقيين الأمريكيين طوال حياته.

### الكويكرز والإبطالية
في الشقاق بين الكويكرز الأرثوذكس والهيكسيين، انشق غاريت مع عائلته الأرثوذكسية وانتقل إلى ويلمينغتون في ولاية العبيد المجاورة ديلاوير ليضرب بمفرده ويواصل نضاله ضد العبودية.
في عام 1827، اعتُرف بمجتمع ولاية ديلاوير على أنه مجتمع إبطالية ديلاوير، والذي ضم ضباطه ومديروه غاريت، وويليام تشاندلر، والرئيس جون ويلز، ونائب الرئيس إدوارد ووريل، وغيرهم. لاحقًا في ذلك العام، مثل ويلز وغاريت المجموعة في المؤتمر الوطني للإبطاليين.
زار ويليام لويد غاريسون مرةً غاريت، والذي كان الأخير معجبًا به أشد الإعجاب. ومع ذلك، كان لكل منهما رأي مختلف فيما يخص معارضة العبودية. كان غاريسون مستعدًا لأن يكون شهيدًا لإبطال العبودية ولم يكن ليدافع عن نفسه إذا ما هوجم بدنيًا، أما غاريت، من الناحية الأخرى، كان مؤمنًا بأن العبودية لا يمكن إبطالها إلا عبر حرب أهلية، وحينما هوجم بدنيًا، دافع عن نفسه بإخضاع مهاجميه.